# Gyula Tarr
Gyula Tarr (ur. 5 maja 1931 w Budapeszcie, zm. 24 stycznia 2012 tamże) – węgierski zapaśnik walczący w stylu klasycznym. Olimpijczyk z Helsinek 1952, gdzie zajął czwarte miejsce w kategorii do 67 kg.
Czwarty na mistrzostwach świata w 1955 roku.
Mistrz Węgier w 1950, 1951, 1952, 1954, 1955, 1957, 1958, 1960, 1961 i 1962; drugi w 1953, w stylu klasycznym. Pierwszy w 1951, w stylu wolnym.

## Letnie Igrzyska Olimpijskie 1952
| Konkurencja          | Rundy eliminacyjne | Rundy eliminacyjne | Rundy eliminacyjne   | Rundy eliminacyjne       | Rundy eliminacyjne   | Klas. końcowa |
| Konkurencja          | Przeciwnik I       | Przeciwnik II      | Przeciwnik III       | Przeciwnik IV            | Przeciwnik V         | Miejsce       |
| -------------------- | ------------------ | ------------------ | -------------------- | ------------------------ | -------------------- | ------------- |
| 67 kg styl klasyczny | wolny los Z        | Jan Cools (BEL) Z  | Kamil Husajn (EGY) Z | Kalle Haapasalmi (FIN) Z | Gustav Freij (SWE) P | 4.            |